# Agsu
Agsu (azeră Ağsu) este un oraș din Azerbaidjan.